# Rafael Czichos
Rafael Czichos (* 14. Mai 1990 in Dschidda, Saudi-Arabien) ist ein deutscher Fußballspieler. Er spielt seit Januar 2022 für Chicago Fire.

## Karriere
Czichos wurde in Dschidda geboren, als sein Vater in Saudi-Arabien arbeitete, wo er fünf Jahre lebte. Danach wuchs er in Ottersberg im südöstlichen Umland von Bremen auf.
In seiner Jugend spielte er für den TSV Ottersberg und für den FC Verden 04. Er kehrte zum TSV Ottersberg zurück und spielte mit ihm zwei Jahre in der Oberliga. 2010 wechselte er in die Regionalliga zum VfL Wolfsburg II. Dort wurde er nur in der zweiten Mannschaft eingesetzt. Im Sommer 2012 ging er zu FC Rot-Weiß Erfurt. Dort unterzeichnete er einen bis 2013 laufenden Vertrag mit einer Option auf ein weiteres Jahr.
Zur Saison 2015/16 wechselte Czichos zum Ligakonkurrenten Holstein Kiel und wurde dort sogar Kapitän. Nach dem verpassten Aufstieg in die Bundesliga am Ende der Spielzeit 2017/18 schloss er sich dem 1. FC Köln an. Czichos stieg am Ende der Saison mit Köln als Stamminnenverteidiger als Meister der 2. Bundesliga in die Erste Bundesliga auf. Dort erzielte er bei der 1:4-Niederlage gegen RB Leipzig am 12. Spieltag seinen ersten Treffer in der 1. Bundesliga.
Am 22. Februar 2020 erlitt Czichos in einem Spiel der 1. Bundesliga gegen Hertha BSC eine schwere Verletzung der Halswirbelsäule, nachdem er im Zweikampf mit Marko Grujić zusammengeprallt war. Wenige Wochen später wurde bekannt, dass er nur knapp einer Querschnittlähmung entgangen war.
Anfang Januar 2022 wechselte Czichos in die Major League Soccer zu Chicago Fire, womit er sich einen „lange gehegten Karrieretraum“ erfüllte. Der 31-Jährige unterschrieb einen Vertrag über drei Spielzeiten bis zum 30. Juni 2024.

## Erfolge
1. FC Köln
- Deutscher Zweitliga-Meister: 2018/19

Holstein Kiel
- Aufstieg in die 2. Bundesliga: 2016/17